# دينيس بيرك (سياسي)
دينيس بيرك (بالإنجليزية: Denis Burke)‏ هو سياسي أسترالي، ولد في 22 سبتمبر 1948 في تاونسفيل في أستراليا. حزبياً، نشط في حزب الدولة الليبرالي ‏. وقد انتخب عضو الجمعية التشريعية للإقليم الشمالي ‏ وانتخب Chief Minister of the Northern Territory ‏ (8 فبراير 1999 – 17 أغسطس 2001).